# Myndigheten för digitalisering och befolkningsdata
Myndigheten för digitalisering och befolkningsdata (finska: Digi- ja väestötietovirasto, kortare DVV) är en finländsk statlig myndighet. Myndigheten ansvarar för befolkningsdatasystemet samt med byggnads- och fastighetsuppgifter i Finland.
Myndigheten inledde verksamheten 1 januari 2020 i och med sammanslagningen av Befolkningsregistercentralen, magistraterna och enheten för styrning och utveckling av magistraterna vid Regionförvaltningsverket i Östra Finland. Myndigheten för digitalisering och befolkningsdata främjar digitaliseringen av samhället, tryggar tillgången till uppgifter, tillhandahåller tjänster för kundernas olika livsskeden och stöder medborgarnas möjligheter att uträtta ärenden hos den offentliga förvaltningen.
Myndigheten fungerar under finansministeriet.

## Verksamhet och tjänster
Myndigheten sysselsätter över 1000 personer och har verksamhet på 36 orter på olika håll i landet. Verksamhetsmodellen är riksomfattande, det vill säga medborgare kan uträtta ärenden vid vilket verksamhetsställe som helst.
Myndigheten finansierar sig själv bland annat genom att sälja medborgares information åt bland annat marknadsföringsföretag. Man kan dock välja att förbjuda myndigheten att sälja information.
Myndigheten har serviceställen i Borgå, Björneborg, Brahestad, Esbo, Helsingfors, Hyvinge, Tavastehus, Idensalmi, Jakobstad, Joensuu, Jyväskylä, Kajana, Karleby, Kemi, Kittilä, Kotka, Kouvola, Kuopio, Lahtis, Nyslott, Raseborg Ekenäs, Seinäjoki, S:t Michel, Raumo, Rovaniemi, Salo, Tammerfors, Uleåborg, Vasa, Villmanstrand, Ylivieska och Åbo.
Generaldirektören för Myndigheten för digitalisering och befolkningsdata är Janne Viskari och överdirektörerna är Pekka Rehn (kunder), Timo Salovaara (tjänster) och Aino Jalonen (processer).
Till myndigheten tjänster hör bland annat:
- Äktenskap och partnerskap
- Att få eller adoptera barn
- Namnärenden
- Flytt
- Val och rösträtt
- Suomi.fi-webbtjänst
- Intyg från befolkningsdatasystemet
- Byggnads- och lägenhetsuppgifter i befolkningsdatasystemet
- Medborgarrådgivning
- Dödsfall och bouppteckning
- Adresstjänst
- Bestyrkande av köp
- Tjänster av notarius publicus
- Livsförendringar utomlands
- Utlänningar i Finland

## Historia
Finlands nuvarande befolkningsdatasystem baserar sig på en sammanställning av material som insamlats för två skilda ändamål. Folkbokföringen i Finland har anor från 1500-talet; folkmängden har bokförts dels för kronans, dels för kyrkans behov. Kung Gustav Vasa införde då reformer i förvaltningen och effektiverade skatteuppbörden och rekryteringen till krigstjänst. För detta ändamål upprättades jordeböcker. Av jordeböckerna framgick antalet hushåll, och användningen etablerades på 1530-talet (den första jordeboken upprättades på Åland år 1537). På 1550-talet började man föra bok över vapenföra män.
Från 1634 började man upprätta mantalslängder i Finland. De var ursprungligen förteckningar över personer som betalade så kallat mantalspenning eller skatt. Senare blev mantalslängderna ett redskap för förvaltningen bland annat för bestämmande av hemort, rekrytering till krigstjänst samt som val- och skattelängder. Till år 1652 hörde mantalsskrivningen prästerskapet till, och sedermera kom uppgiften att tillfalla mantalskommissarier fram till år 1779 och därefter häradsskrivarna. Den sista mantalsskrivningen förrättades 1989.
Kyrkan var den andra institutionen inom folkbokföringen. Kyrkoböckerna från Sverige inkluderade Finland hör till de äldsta befolkningsböckerna i Europa. Biskopen i Åbo Isak Rothovius förordnade redan 1628 att prästerna skulle bokföra nyfödda, vigda och avlidna. I hela landet förordnades på 1660-talet om förande av kyrkböcker, vilket stadfästes i 1686 års kyrkolag. Den första befolkningsstatistiken i Finland var folkmängdstabeller som utgavs år 1750.
Det dröjde över 200 år till 1950- och 1960-talen innan nästa större reform i folkbokföringen genomfördes. För att eliminera problemen med det delvis överlappande och decentraliserade system som format sig under seklens lopp gick man in för att modernisera lagstiftningen och datorisera centralregistret.
Till utgången av 1970 förde evangelisk-lutherska kyrkan och det ortodoxa kyrkosamfundet bok över sina församlingsmedlemmar. Åren 1919–1970 fördes ett civilregister över medborgare som inte tillhörde något kyrkosamfund.
År 1969 inrättades Befolkningsregistercentralen med uppgift att leda och övervaka folkbokföringen samt föra ett centralt befolkningsregister. Registerföringen datoriserades år 1971.
Evangelisk-lutherska kyrkan och ortodoxa kyrkosamfundet skötte folkbokföringsuppgifter tillsammans med magistraterna fram till år 1999, då kyrkosamfundens uppgifter i detta avseende begränsades till att föra medlemsregister över församlingsmedlemmarna, medan magistraterna fick ansvaret för befolkningsdatasystemet.
Befolkningsdatasystemet upprätthålls numera av Myndigheten för digitalisering och befolkningsdata. De uppgifter som registreras kommer från medborgarnas och myndigheternas lagstadgade anmälningar. Befolkningsdatasystemet betjänar ett flertal samhällsfunktioner som bland annat hänför sig till val, beskattning, rättsförvaltning, myndigheternas beslutsfattande och planering, statistikföring samt forskning. Även företag och sammanslutningar kan få tillgång till befolkningsdatasystemet.

### Byggnadsuppgifter
Basdata om byggnader lagrades i befolkningsdatasystemet år 1980 genom att fastighetsägare och förvaltare av lägenheter fyllde i uppgifterna i samband med folk- och bostadsräkningen. Uppgifterna om tillståndsbaserade byggnadsprojekt har sedan 1 november 1980 erhållits direkt från kommunerna. Byggnads- och lägenhetsuppgifterna kontrollerades genom en omfattande undersökning i mitten av 1980-talet samt för folk- och bostadsräkningen år 1990. Kontrollen av uppgifterna gällde speciellt bostadshus och lägenheter samt datakedjan som sammanför person, bostad och byggnad. Uppgifterna i befolkningsdatasystemet om byggnader som färdigställts före år 1980 är något mer begränsade än om byggnader som blivit färdiga efter detta.
Byggnadsuppgifterna uppdateras och granskas i nära samarbete med kommunernas byggnadstillsynsmyndigheter. De kommunala byggnadstillsynsmyndigheternas skyldighet att anmäla byggnadsprojekt grundar sig på lagen om befolkningsdatasystemet och de certifikattjänster som tillhandahålls av Myndigheten för digitalisering och befolkningsdata (661/2009) och statsrådets förordning om befolkningsdatasystemet (128/2010). Myndigheten upprätthåller numera uppgifterna om boende som gäller sambandet mellan personer och bostäder. I samarbete med kommunerna upprätthåller myndigheten olika ändringar och reparationer av byggnadsuppgifterna samt uppgifter om adresser och röstningsområden.

### Fastighetsuppgifter
Basdata om fastigheter, fastighetsenheter och fastighetsägare insamlades ur jordböckerna i samband med att befolkningsdatasystemet grundades under åren 1969-1972. Efter insamling av basdata utredde de lokala folkbokföringsmyndigheterna under 1970- och 1980-talen personbeteckningar och personuppgifter som saknades för fastighetsägarna samt införde olika ändringar som inträffat i ägarförhållandena på basis av intyg över bestyrkande av köp.
Fastighetsuppgifterna kommer direkt från Lantmäteriverkets fastighetssystem.